# Benito Skinner

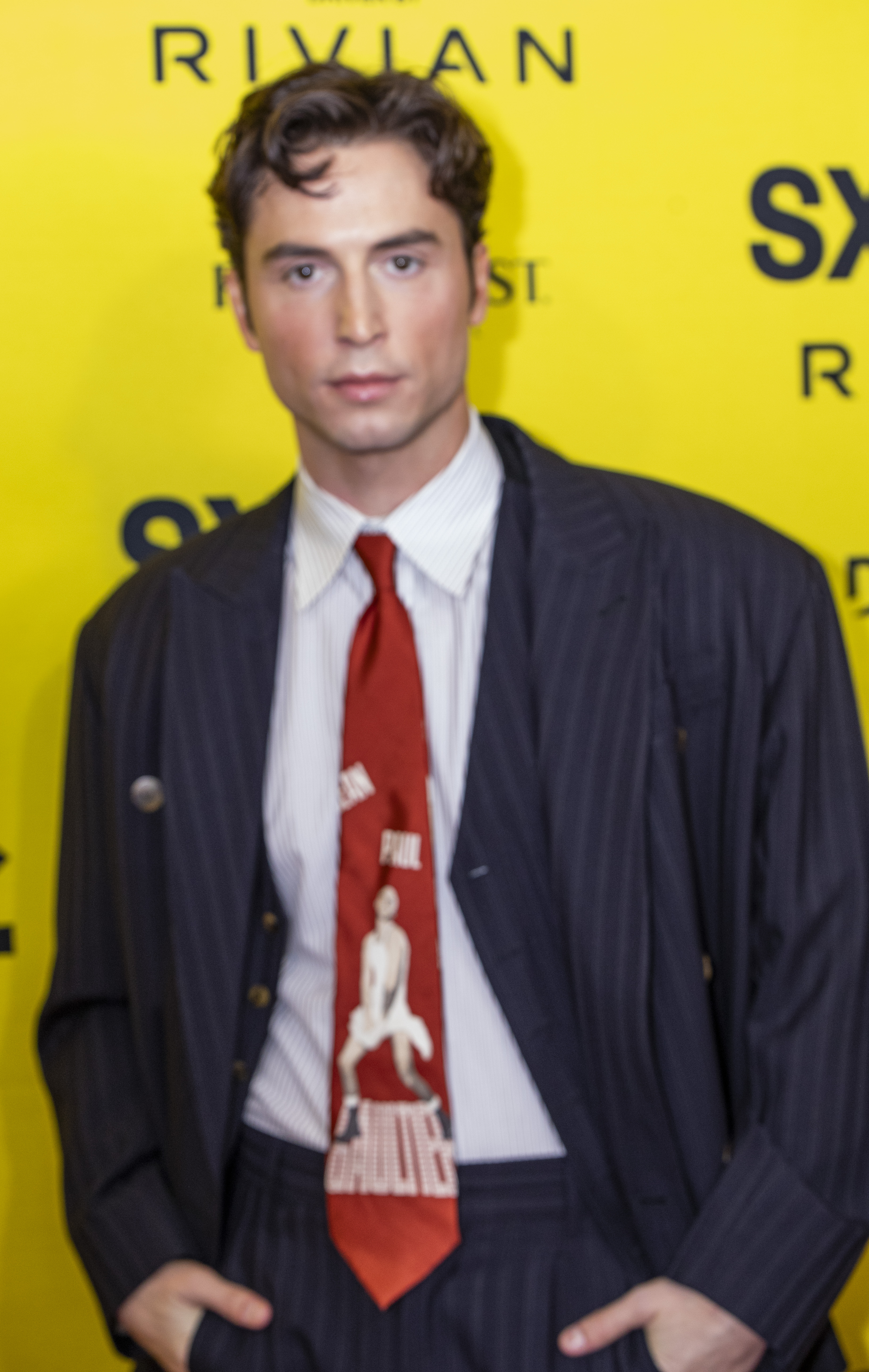
Benito Skinner (2025)

Benito Skinner (* 3. November 1993 in Boise) ist US-amerikanischer Comedian und Schauspieler. Er ist bekannt für sein Alter Ego Benny Drama, mit dem er auf Instagram, YouTube oder TikTok auftritt. Dort zeigt er Promi-Imitationen, kurze Sketche und eigene Kunstfiguren.
Im Jahr 2025 erschien die von ihm geschaffene Serie Überkompensation auf dem Streamingdienst Amazon Prime Video, in der er selbst mitspielt.

## Kindheit und Jugend
Skinner wurde in Boise, Idaho geboren und wuchs ebendort auf. Dort besuchte er die Bishop Kelly High School. Sein Vater ist US-Amerikaner, seiner Mutter Mexikanerin. Seine Familie sei römisch-katholisch, allerdings hätten sie dies nicht wirklich gelebt. Während er zur High School ging, gründete Skinner die Nonprofit-Organisation OATHS (Organization Assisting the Homeless Student). Er spielte Football im Team seiner High School in der Position Receiver.
Als eine frühe Comedy-Inspiration nennt er Robin Williams in der Rolle als Mrs. Doubtfire und Spongebob Schwammkopf. Er performte Britney-Spears- und Destiny’s-Child-Songs für seine Familie. Dabei habe er zunächst das Interesse an Schauspielerei und Comedy aufgrund von Mobbing und schwulfeindlichen Kommentaren unterdrückt.
Skinner besuchte die Georgetown University in Washington, D.C., wo er Schauspiel, Englisch, sowie Film- und Medienwissenschaften studierte. Auf dem College begann Skinner, mit Lippensynchronisationen und weiteren Videos zu experimentieren. Er erstelle zu dieser Zeit ebenfalls seinen Instagram-Account @BennyDrama7, auf dem er zunächst nur Comedy-Inhalte hochlud. Die 7 ist dabei eine Referenz auf seine Football-Rückennummer.
Während seiner Zeit in Georgetown, erschuf und moderierte Skinner die wöchentliche Campus-Radio-Show BEAT$, bei der vor allem Popmusik lief.

## Karriere
Nach seinem Abschluss arbeitete Skinner als Videoeditor und arbeitete parallel an Inhalten für seine Social-Media-Kanäle. 2016 stellte Skinner seine Social-Media-Kanäle öffentlich. Inhaltlich entwickelte er sich nun in Richtung Comedy. Er ist bekannt für seine Promi-Imitationen von Shawn Mendes, Lana Del Rey und Kourtney Kardashian. Weiter erschuf er eigene Kunstfiguren wie die Immobilienmaklerin Deliverance Richards. Seinen Stil ordnet er als Popkultur ein.
2018 zeigte er erstmals seine Debüt-Show Overcompensating im Carolines on Broadway bei einer ausverkauften Vorstellung im Rahmen des New York Comedy Festival. Er moderierte an der Seite von Mary Beth Barone den Popkultur-Podcast Obsessed auf Spotify, welcher auf eine Staffel beschränkt war. Skinner und Barone erschufen 2023 einen weiteren Popkultur-Podcast („Ride“).
Seit 2019 ist Skinner auch als Schauspieler zu sehen, zumeist in Fernsehserien wie Hitbox oder Queer as Folk. 2023 wirkte er im Feature-Film First Time Female Director von Chelsea Peretti mit. Für Amazon Prime Video schuf er die Fernsehserie Überkompensation, die auf seiner Show Overcompensating beruht.

## Persönliches
Skinner ist schwul. Er hatte sein Coming-out auf dem College. Seit 2016 ist er in einer Beziehung mit dem Regisseur und Fotografen Terrence O’Connor. Sie leben zusammen in Los Angeles.

## Filmografie (Auswahl)
- 2019: Hitbox (Fernsehserie, Episode 1x01 Climax)
- 2021: Search Party (Fernsehserie, Episode 4x04 Home Again, Home Again, Jiggity-Jig)
- 2021–2022: Ziwe (Fernsehserie, 2 Episoden)
- 2022: Queer as Folk (Fernsehserie, 4 Episoden)
- 2023: First Time Female Director
- 2024: Lass es, Larry! (Curb Your Enthusiasm, Fernsehserie, Episode 12x02 The Lawn Jockey)
- 2025: Idiotka
- 2025: Überkompensation (Overcompensating, Fernsehserie, 8 Folgen, auch Produzent und Autor)